# Kwiaty polskie
Kwiaty polskie – poemat dygresyjny autorstwa Juliana Tuwima, pisany od roku 1940 do śmierci poety (1953 r.). Ocenzurowany tom I dzieła ukazał się w 1949 r.

## Czas i miejsce powstania, pierwsze wydania
Swój utwór Tuwim zaczął pisać w listopadzie 1940 roku na emigracji w Brazylii, kontynuował pracę w Stanach Zjednoczonych (1941–1944), a także po powrocie do kraju (1946). Dzieło powstawało do ostatnich dni pisarza i nie zostało ukończone.
Fragmenty utworu ukazywały się w londyńskich „Wiadomościach Polskich, Politycznych i Literackich” od 16 lutego 1941 r., a później w londyńskiej „Nowej Polsce” od marca 1942 roku. Tom I utworu, po licznych zmianach w związku z cenzurą, ukazał się w drugiej połowie stycznia 1949 r. w Warszawie nakładem Spółdzielni Wydawniczej „Czytelnik”.

## Utwór a krytyka
Utwór początkowo spotkał się z mało przychylnymi opiniami krytyków. Najbardziej istotnymi z nich były artykuły:
- Artura Sandauera w Odrodzeniu (1949, nr 13),
- Ryszarda Matuszewskiego w Kuźnicy (1949, nr 12),
- Kazimierza Wyki w Twórczości (1949, nr 10).

Opinie krytyków nie wpłynęły na popularność dzieła. Pierwszy nakład (10 tys. egzemplarzy) rozszedł się błyskawicznie.
Z biegiem lat znawcy materii zaczęli doceniać dzieło, czego wynikiem były prace:
- Michała Głowińskiego Poetyka Tuwima a polska tradycja literacka (Warszawa 1962),
- Jadwigi Sawickiej Julian Tuwim (Warszawa 1986),
- Edwarda Balcerzana w Odrze (1987),
- Piotra Michałowskiego opracowanie i wstęp do wydanego w serii „Biblioteka Polska” poematu (Kraków 2004)

- Tadeusza Januszewskiego Przedmowa do Kwiatów polskich J. Tuwima (Wrocław 2005).

Oblicza się, że do dziś wydrukowano ponad 600 tys. egzemplarzy Kwiatów polskich.

## Problemy gatunkowe
Genologia Kwiatów polskich, od pierwszego wydania, była jednym z najważniejszych problemów podejmowanych przez krytyków. Poemat dygresyjny uważano już wtedy za gatunek przynależny tylko romantyzmowi. Pomimo pewnych przesunięć dokonanych przez Tuwima, jego utwór wyraźnie posiada większość wykładników tego gatunku:
- spora objętość – ponad 8 tys. wersów,
- synkretyzm rodzajowy (minimalizacja fabuły na rzecz zawartości lirycznej i dygresyjnej),
- synkretyzm gatunkowy (humoreska, kolaż, wiersz nazwiskowy, nowela detektywistyczna), wersyfikacyjny (sylabotonizm, tonizm i styl (gwara, makaronizmy)),
- fragmentaryczna i otwarta kompozycja,
- dominacja, konkretyzacja, jawność, autotematyzm narratora, który jest porte-parole autora,
- ciągła pamięć o czytelniku,
- wielość i różnorodność dygresji,
- dynamiczny stosunek do ironii romantycznej.

Z tego powodu Kwiaty polskie powszechnie uznaje się za poemat dygresyjny.

## Streszczenie
Centralna postać utworu – ogrodnik Ignacy Dziewierski – wydaje córkę za mąż za carskiego oficera, który tłumi protest proletariatu w Łodzi w 1905 roku (powstanie łódzkie), zabijając kilku robotników (sam także ginie). Córka niebawem umiera podczas porodu. Dziewierski bierze pod opiekę swoją nowo narodzoną wnuczkę – Anielę, później zmienia jej nazwisko z „Iłganowa” na „Dziewierska”. Wybucha I wojna światowa – ogrodnik walczy w Legionach, gdyż ma poczucie winy, że wydał córkę za wroga narodu. Stara się kształcić we wnuczce ducha patriotyzmu, co mu się nie udaje, ponieważ Aniela idealizuje obraz zmarłego ojca i chce go pomścić. Dziadek oddaje Anielę za mąż bogatemu przemysłowcowi Folblutowi. Z napomknień w pierwszym rozdziale części pierwszej wiemy, że Aniela zostanie zamordowana przez Kazimierza Mergiela, syna Jana, prowodyra strajku, zabitego podczas pacyfikacji (tuż przedtem śmiertelnie postrzelił w pierś ojca dziewczyny).
Utwór jest napisany w większości regularnym dziewięciozgłoskowcem ze średniówką po piątej sylabie (niezbyt częsta długość wersu). Istnieją jednak pojedyncze miejsca w poemacie, które mają inną formę: wierszem nieregularnym jest napisany Grande Valse Brillante w części pierwszej; w części drugiej w odrealnionym opisie spotkania z królem, biesiady i „zabawy w królewskim lesie” znajdują się fragmenty dziesięciozgłoskowca ze średniówką po piątej sylabie, sześciozgłoskowca mieszanego z ośmiozgłoskowcem oraz bardzo nietypowego jedenastozgłoskowca, dzielonego dwiema średniówkami po czwartej i ósmej sylabie, miejscami przemieszanego z dziesięciozgłoskowcem oraz dwunastozgłoskowcem.

## Opracowania utworu
W oparciu o teksty zaczerpnięte z poematu Tuwima, Mieczysław Wajnberg skomponował w 1964 roku VIII Symfonię „Kwiaty polskie”, Op. 83.